# Lone Pine

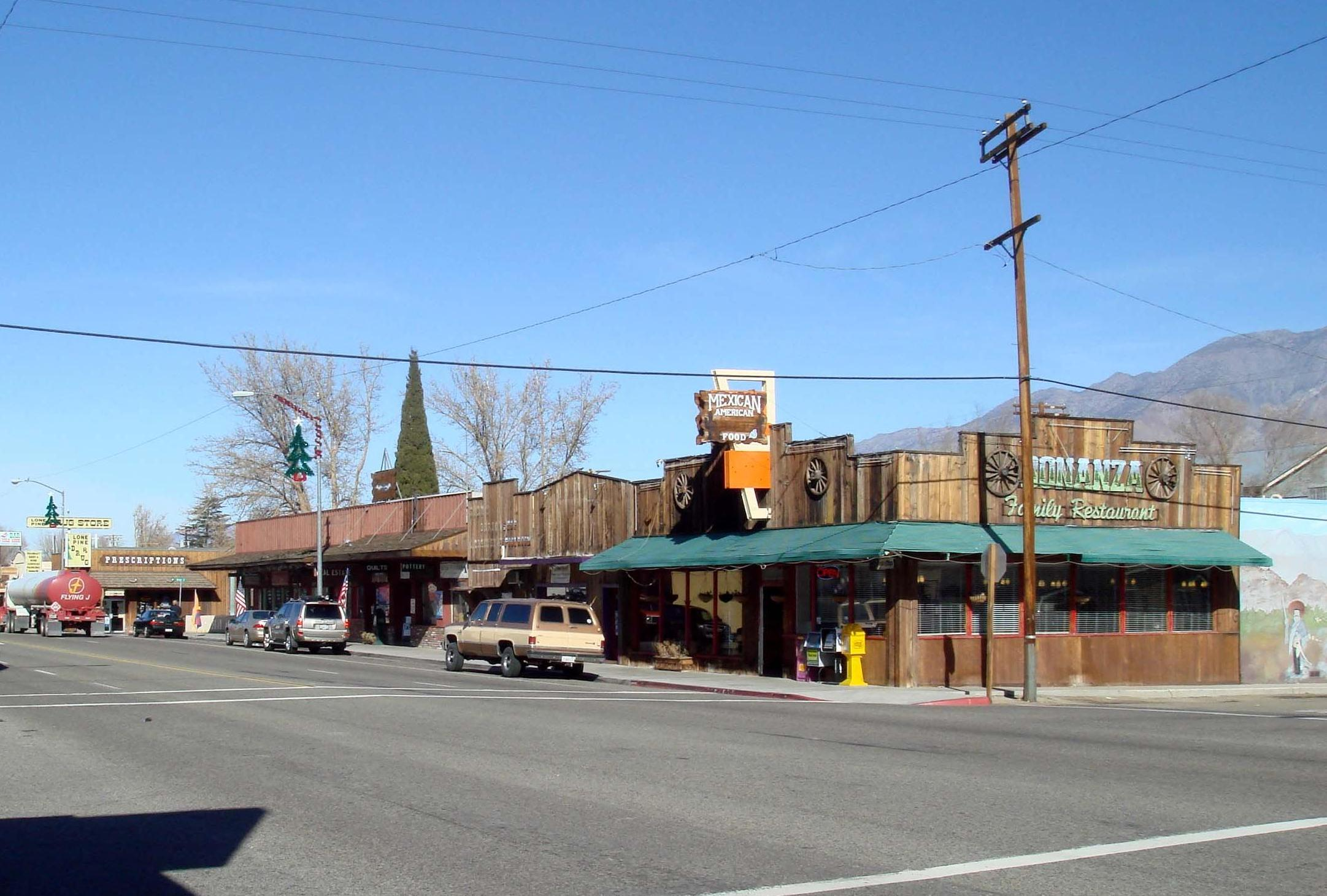
Il centro della cittadina di Lone Pine

Lone Pine è una località turistica della California nella contea di Inyo, situata ad una quota di 1.136 m s.l.m. nella zona delle Alabama Hills. La popolazione era di 1.655 abitanti nel censimento del 2000. 
L'economia è basata largamente sul turismo, essendo la città vicina a punti di attrazione come il monte Whitney (m 4.421, il più alto dei 48 Stati contigui degli Stati Uniti), il Parco nazionale di Sequoia, il Parco nazionale di Yosemite e il Parco nazionale di Kings Canyon e soprattutto il vicino Death Valley National Park. 
Nei pressi della città sono state girate molte scene di famosi film western.
La località di Lone Pine è servita dall'omonimo aeroporto.